# ザ・パー
ザ・パー（英: The Pas）は、カナダ・マニトバ州の北部地域にある町。人口約5,600人。サスカチュワン川とパスキア川の合流地点にある。州都ウィニペグから北西に320kmの地点にある。
町名の「The Pas」はTheも含めて固有名詞のため、通常の冠詞のように文中にあってもtheとならずThe Pasと表記される。発音は語源のフランス語が元になっているため語尾の「s」は発音しない。

## 歴史

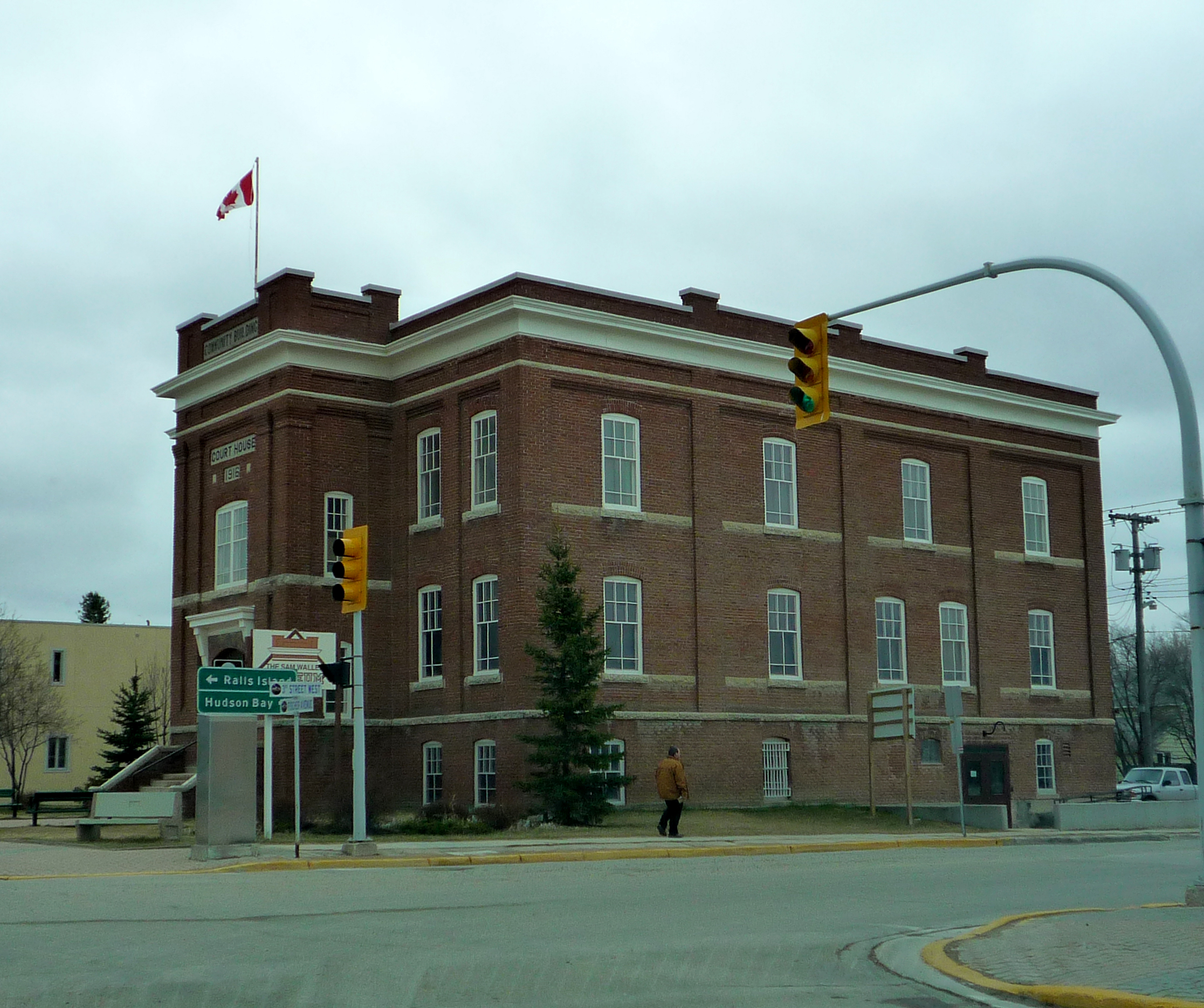
サム・ウォーラー博物館

この地域には9000年以上前に南東のプレーリーからやってきたスワンピー・クリー族が居住していたとされている。
クリー族に遭遇した最初の欧州人はハドソン湾会社のヘンリー・ケルシーであった。1690年から1692年にかけて、彼はカナダのプレーリーに向かう途中でこの地域を旅した。
ヌーベルフランス時代には、探検家で最初の西部軍事司令官であったピエール・ゴルティエ・ドゥ・ヴァレンヌ、ラ・ヴェランドリー卿（Pierre Gaultier de Varennes, sieur de La Vérendrye）がこの付近にフォート・パスコヤ（Fort Paskoya）の建設を指揮した。この砦はパスキア川の人々にちなんで名付けられた。この集落は長年にわたり「パスコヤック」（Pascoyac）と呼ばれ、時には「ル・パー」（Le Pas）と略された。
1904年、ザ・パー・インディアン・バンドはサスカチュワン川のミッション島に製材所を設立した。その後まもなく、バンドはハドソン湾会社の交易所や聖公会伝道所の周辺を含む川の南側の保留地を譲渡し、ハドソン湾鉄道とザ・パー町の開発のために土地を明け渡した。
1908年までに、バンドは川の北側に製材所を再開し、1912年にザ・パーが町となり、ザ・パー・インディアン・バンドは「オパスクウァヤク・クリー・ネーション」に改名した。
1906年から1910年にかけて、ハーマン・フィンガーはこの地域にフィンガー製材会社を設立し、会社の労働者のために「フィンガービル」という村を作った。1912年にザ・パー町が設立された際、フィンガービルはザ・パーに吸収され、ハーマン・フィンガーはザ・パーの初代町長となった。
同じく1912年、マニトバ境界拡張法の一環としてこの地域はキーワティン（ノースウエスト準州の一地区）からマニトバ州へと移管された。
今日、この地域はザ・パー町、オパスクウァヤク・クリー・ネーション、ケルシー郡の3つの異なる自治体で構成されている。町と地域の歴史は、ザ・パーの中心部にある旧裁判所内のサム・ウォーラー博物館で見ることができる。

## 交通
- 鉄道
  - VIA鉄道：ウィニペグ- チャーチル線（ハドソン・ベイ号）が1928年築のザ・パー駅で発着する。